# Livet-sur-Authou
Livet-sur-Authou est une commune française située dans le département de l'Eure, en région Normandie.

## Géographie

### Localisation
Livet-sur-Authou est une commune de l'ouest du département de l'Eure. Nichée au fonds du vallon de l'Authou, elle se situe à l'ouest de la vallée de la Risle, près de Brionne et du Bec-Hellouin, dans la région naturelle du Lieuvin. Son bourg est à 16,5 km au nord de Bernay, à 17,5 km au sud de Pont-Audemer, à 33 km à l'est de Lisieux et à 43 km au nord-ouest d'Évreux.

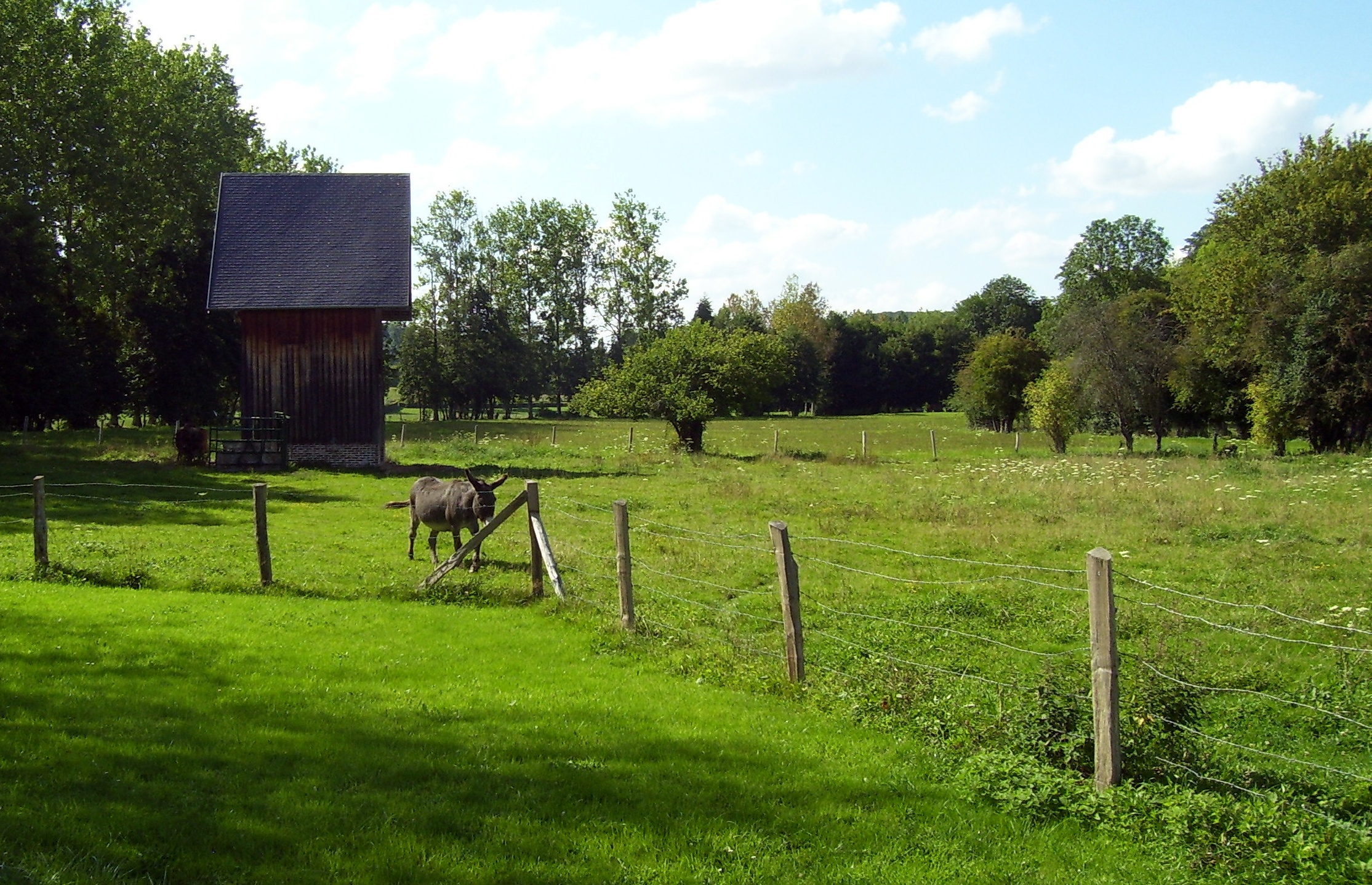

| Saint-Grégoire-du-Vièvre | Authou, Freneuse-sur-Risle    | Pont-Authou, Freneuse-sur-Risle |
| Saint-Benoît-des-Ombres  | Livet-sur-Authou              | Authou                          |
| Saint-Victor-d'Épine     | Neuville-sur-Authou, Brétigny | Saint-Pierre-de-Salerne         |

### Hydrographie
La commune est située dans le bassin Seine-Normandie. Elle est drainée par le cours d'eau 01 de la commune de Livret-sur-Authou, le Dour de l'Arquerie et le ruisseau de la Croix Blanche,,.
Le cours d'eau 01 de la commune de Livret-sur-Authou, appelé le torrent d'Authou, prend sa source dans la commune. Au total, cinq sources du torrent jaillissent sur le territoire de la commune : trois dans le parc du château, deux dans le village. Affluent de la Risle, ce cours d'eau doit son appellation de « torrent » à son caractère vif et à son débit puissant, qui ont notamment permis l'installation de nombreux moulins et vannages.

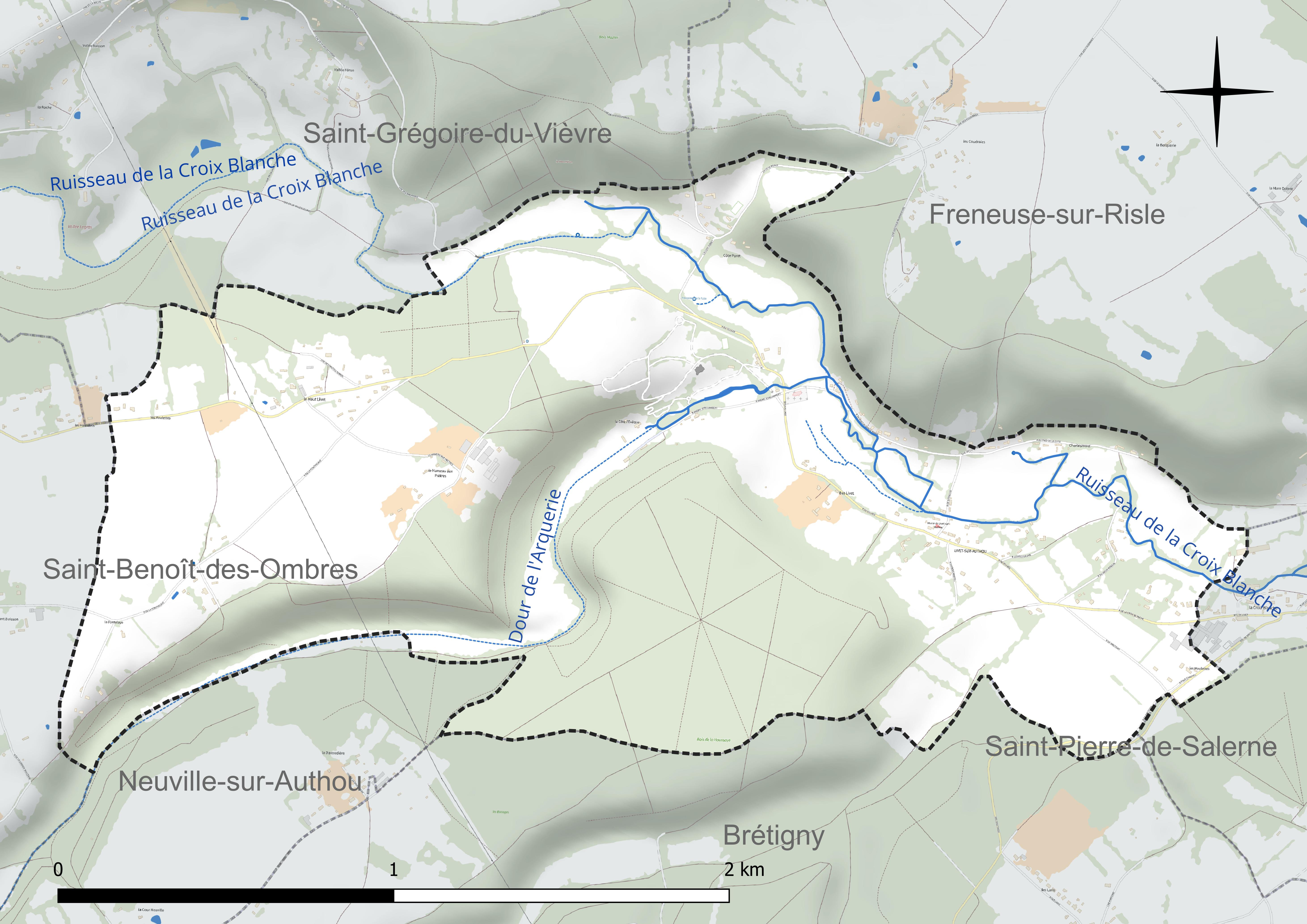
Réseau hydrographique de Livet-sur-Authou.

### Climat
Pour des articles plus généraux, voir Climat de la Normandie et Climat de l'Eure.
En 2010, le climat de la commune est de type climat océanique altéré, selon une étude du CNRS s'appuyant sur une série de données couvrant la période 1971-2000. En 2020, Météo-France publie une typologie des climats de la France métropolitaine dans laquelle la commune est exposée à un climat océanique et est dans la région climatique  Côtes de la Manche orientale, caractérisée par un faible ensoleillement (1 550 h/an) ; forte humidité de l’air (plus de 20 h/jour avec humidité relative > 80 % en hiver), vents forts fréquents. Parallèlement le GIEC normand, un groupe régional d’experts sur le climat, différencie quant à lui, dans une étude de 2020, trois grands types de climats pour la région Normandie, nuancés à une échelle plus fine par les facteurs géographiques locaux. La commune est, selon ce zonage, exposée à un « climat contrasté des collines », correspondant au Pays d’Auge, Lieuvin et Roumois, moins directement soumis aux flux océaniques et connaissant toutefois des précipitations assez marquées en raison des reliefs collinaires qui favorisent leur formation.
Pour la période 1971-2000, la température annuelle moyenne est de 10,6 °C, avec  une amplitude thermique annuelle de 13,3 °C. Le cumul annuel moyen de précipitations est de 771 mm, avec 12,3 jours de précipitations en janvier et 8 jours en juillet. Pour la période 1991-2020, la température moyenne annuelle observée sur la station météorologique la plus proche, située sur la commune de Brionne à 5 km à vol d'oiseau, est de 11,5 °C et le cumul annuel moyen de précipitations est de 791,7 mm,. Pour l'avenir, les paramètres climatiques de la commune estimés pour 2050 selon différents scénarios d’émission de gaz à effet de serre sont consultables sur un site dédié publié par Météo-France en novembre 2022.

## Urbanisme

### Typologie
Au 1er janvier 2024, Livet-sur-Authou est catégorisée commune rurale à habitat très dispersé, selon la nouvelle grille communale de densité à 7 niveaux définie par l'Insee en 2022.
Elle est située hors unité urbaine et hors attraction des villes,.

### Occupation des sols
L'occupation des sols de la commune, telle qu'elle ressort de la base de données européenne d’occupation biophysique des sols Corine Land Cover (CLC), est marquée par l'importance des territoires agricoles (61 % en 2018), une proportion identique à celle de 1990 (61 %). La répartition détaillée en 2018 est la suivante : 
prairies (53,3 %), forêts (39 %), terres arables (7,7 %). L'évolution de l’occupation des sols de la commune et de ses infrastructures peut être observée sur les différentes représentations cartographiques du territoire : la carte de Cassini (XVIIIe siècle), la carte d'état-major (1820-1866) et les cartes ou photos aériennes de l'IGN pour la période actuelle (1950 à aujourd'hui).

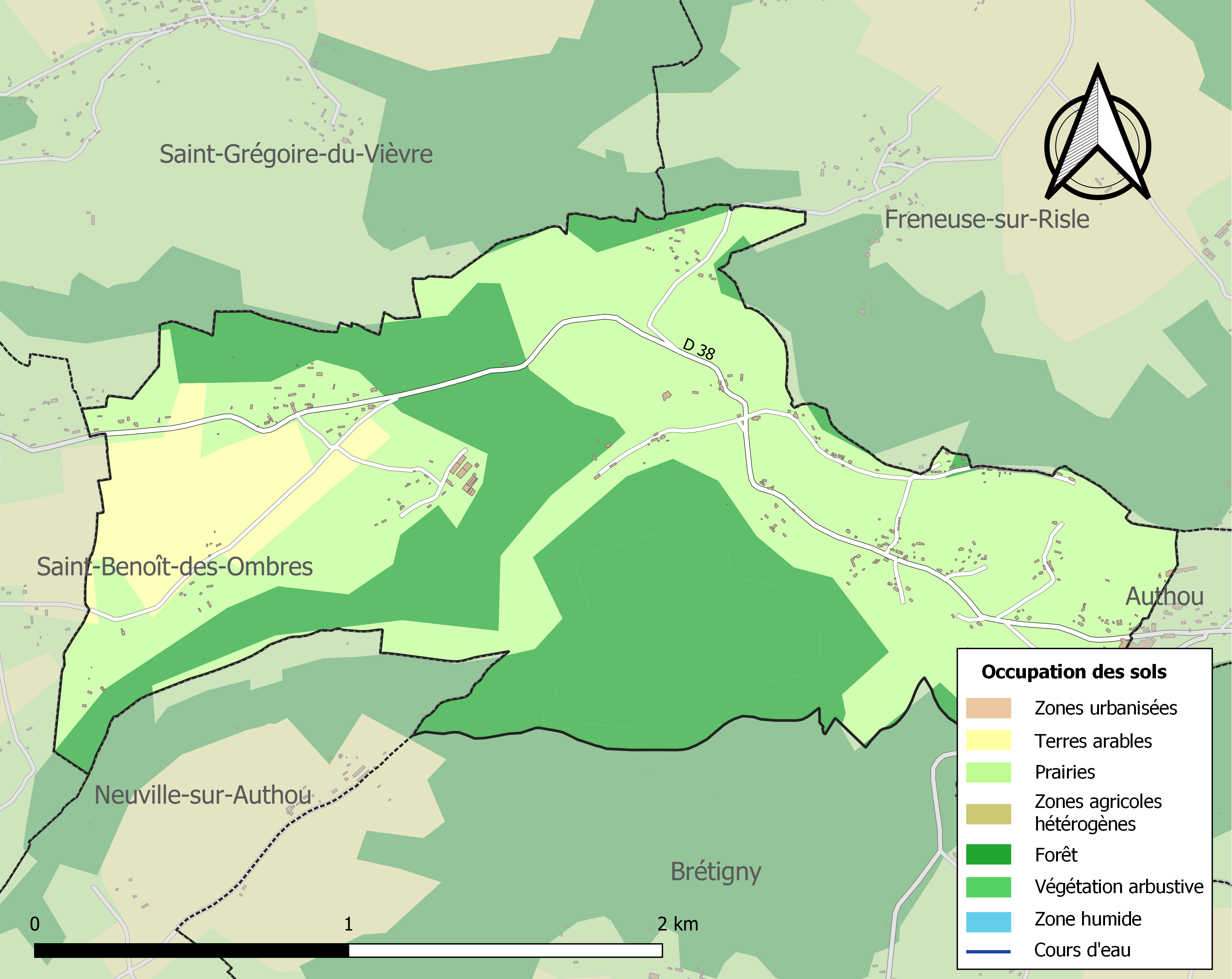
Carte des infrastructures et de l'occupation des sols de la commune en 2018 (CLC).

## Toponymie
Le nom de la localité est attesté sous la forme Liveth au XIIe siècle en 1170.
Il s'agit d'une formation toponymique médiévale. Probablement « l'ivaie », c'est-à-dire « lieu ou pousse des ifs », avec agglutination de l'article défini.
Les toponymes de ce type semblent être caractéristiques de l'ouest de la France, plusieurs exemples dans l'Eure, le Calvados, l'Orne, la Sarthe et la Mayenne.
Le déterminant complémentaire sur-Authou désigne l'Authou, affluent de la Risle en amont de Pont-Authou, qui passe à Livet-sur-Authou. Il permettait d'éviter l'homonymie avec Livet-en-Ouche, aujourd'hui les Jonquerets-de-Livet.

## Politique et administration
| Période                                  | Période  | Identité      | Étiquette | Qualité       |
| ---------------------------------------- | -------- | ------------- | --------- | ------------- |
| mars 2001                                | 2014     | Guy Perche    |           |               |
| mars 2014                                | En cours | Bruno Cottard | DVG       | Fonctionnaire |
| Les données manquantes sont à compléter. |          |               |           |               |

## Démographie
L'évolution du nombre d'habitants est connue à travers les recensements de la population effectués dans la commune depuis 1793. Pour les communes de moins de 10 000 habitants, une enquête de recensement portant sur toute la population est réalisée tous les cinq ans, les populations de référence des années intermédiaires étant quant à elles estimées par interpolation ou extrapolation. Pour la commune, le premier recensement exhaustif entrant dans le cadre du nouveau dispositif a été réalisé en 2004.

En 2022, la commune comptait 165 habitants, en évolution de +13,01 % par rapport à 2016 (Eure : −0,25 %, France hors Mayotte : +2,11 %).
| 1793 | 1800 | 1806 | 1821 | 1831 | 1836 | 1841 | 1846 | 1851 |
| ---- | ---- | ---- | ---- | ---- | ---- | ---- | ---- | ---- |
| 352  | 203  | 313  | 356  | 360  | 344  | 353  | 346  | 329  |

| 1856 | 1861 | 1866 | 1872 | 1876 | 1881 | 1886 | 1891 | 1896 |
| ---- | ---- | ---- | ---- | ---- | ---- | ---- | ---- | ---- |
| 321  | 305  | 304  | 260  | 257  | 260  | 237  | 210  | 212  |

| 1901 | 1906 | 1911 | 1921 | 1926 | 1931 | 1936 | 1946 | 1954 |
| ---- | ---- | ---- | ---- | ---- | ---- | ---- | ---- | ---- |
| 224  | 181  | 205  | 200  | 177  | 176  | 202  | 232  | 204  |

| 1962 | 1968 | 1975 | 1982 | 1990 | 1999 | 2004 | 2006 | 2009 |
| ---- | ---- | ---- | ---- | ---- | ---- | ---- | ---- | ---- |
| 212  | 172  | 194  | 178  | 126  | 155  | 135  | 134  | 147  |

| 2014 | 2019 | 2022 | - | - | - | - | - | - |
| ---- | ---- | ---- | - | - | - | - | - | - |
| 147  | 159  | 165  | - | - | - | - | - | - |

## Culture locale et patrimoine
De manière générale, le village, peu atteint par l'urbanisation, a réussi à conserver son caractère champêtre et typique, grâce, notamment, aux nombreuses maisons traditionnelles normandes (chaumières, maisons à pans de bois ou en briques, etc.) qui subsistent. Ce patrimoine bâti traditionnel conservé ajouté au paysage préservé confère au vallon de l'Authou son caractère exceptionnel.

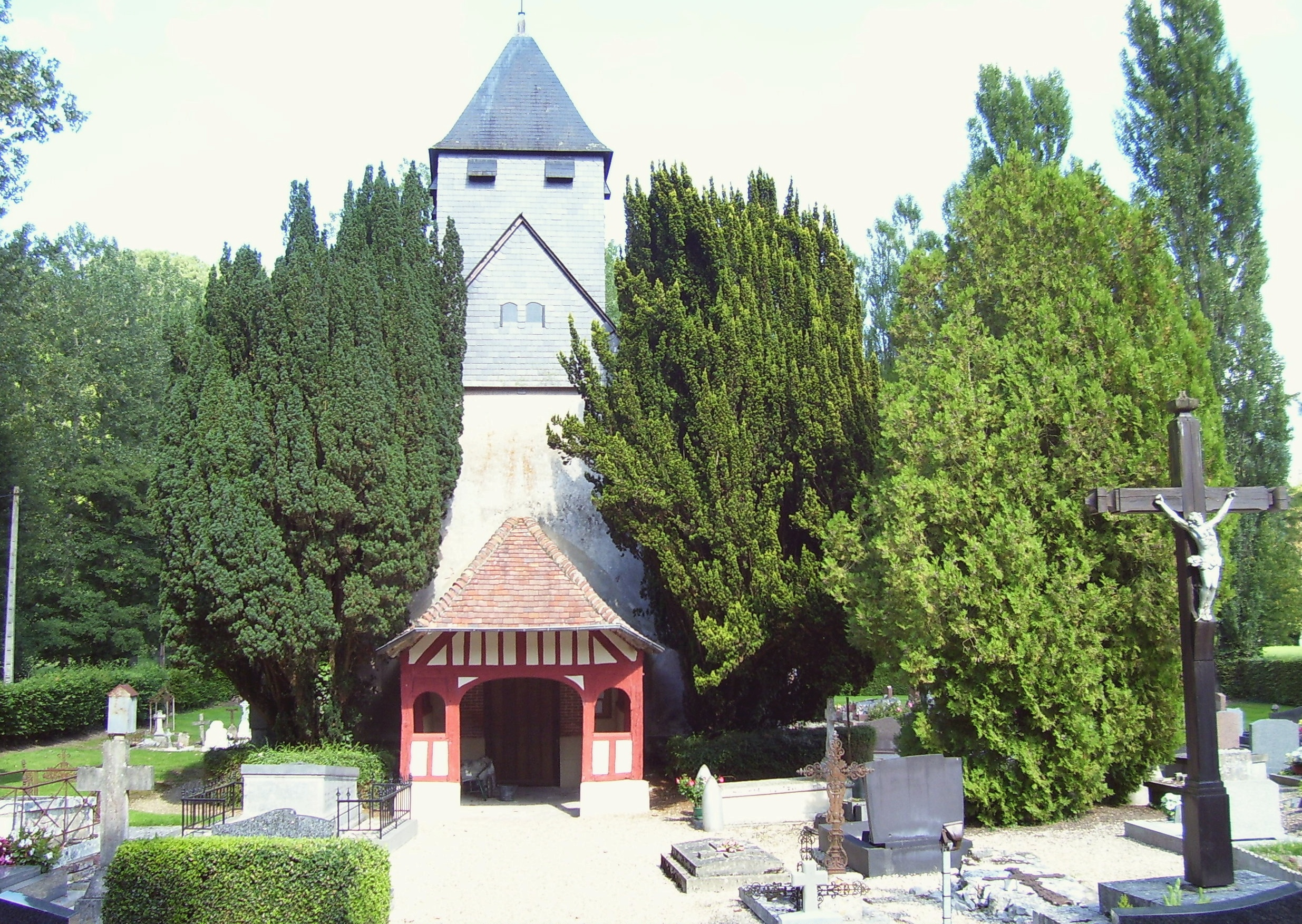

### Patrimoine historique

#### Lieux et monuments
- L'église Notre-Dame ;
- le château de Livet-sur-Authou (XIXe). Ce château, propriété privée, a été construit par Juste Lisch pour la famille Join-Lambert[31] ;
- le moulin de la vierge. Construit en 1871 ;
- le moulin Ponchereux, moulin hydraulique construit en 1820 sur le torrent d'Authou. Après une restauration, cette bâtisse a été reconvertie en chambre d'hôtes ;

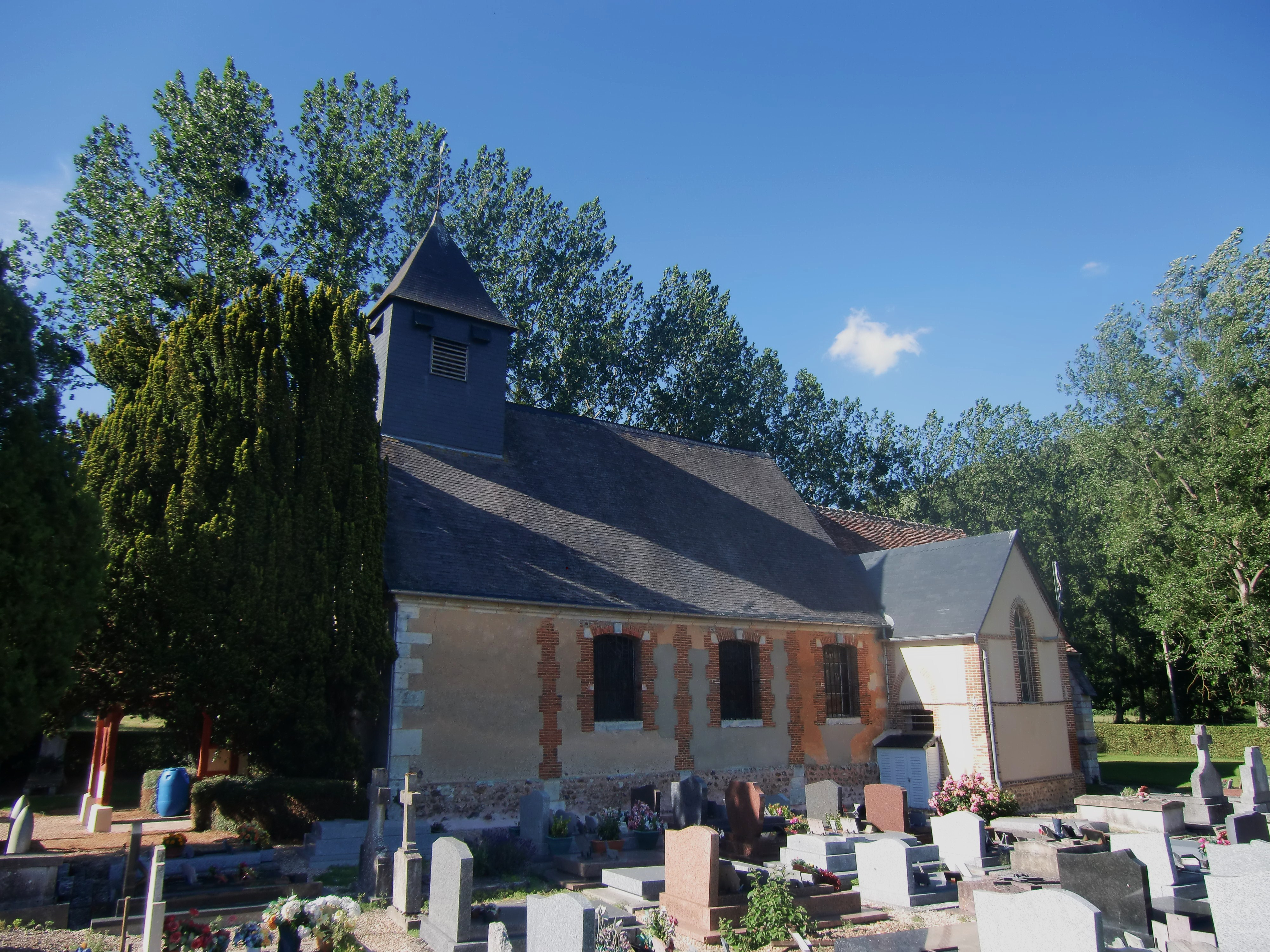

- le moulin Sainte-Marie. Moulin à farine reconstruit en 1872, son activité cessa en 1970 ;
- le moulin à huile Delepinay ;
- lavoirs.

### Patrimoine naturel

#### ZNIEFF de type 2
- La vallée de la Risle de Brionne à Pont-Audemer, la forêt de Montfort[32].

#### Sites classés
- Le vallon de l'Authou,  Site classé (1993)[33]. Ce vallon se caractérise par : des crêtes boisées annonçant les forêts se développant sur les débuts du plateau du Lieuvin ; des coteaux peu raides et peu urbanisés où la végétation disparaît peu à peu pour laisser la place à des prairies occupées par des animaux et entourées de haies basses ; des vergers qui constituent une transition entre les prairies et le bourg du village[34] ; et un fond de vallon marqué par la présence du torrent de l'Authou (ce cours d'eau, bordé par des peupliers et des saules têtards, serpente dans le vallon en direction de la Risle) ;
- Le village et ses abords,  Site classé (1988)[35].

#### Site inscrit
- L'ensemble formé par le village et certains lieux-dits boisés,  Site inscrit (1989)[36].

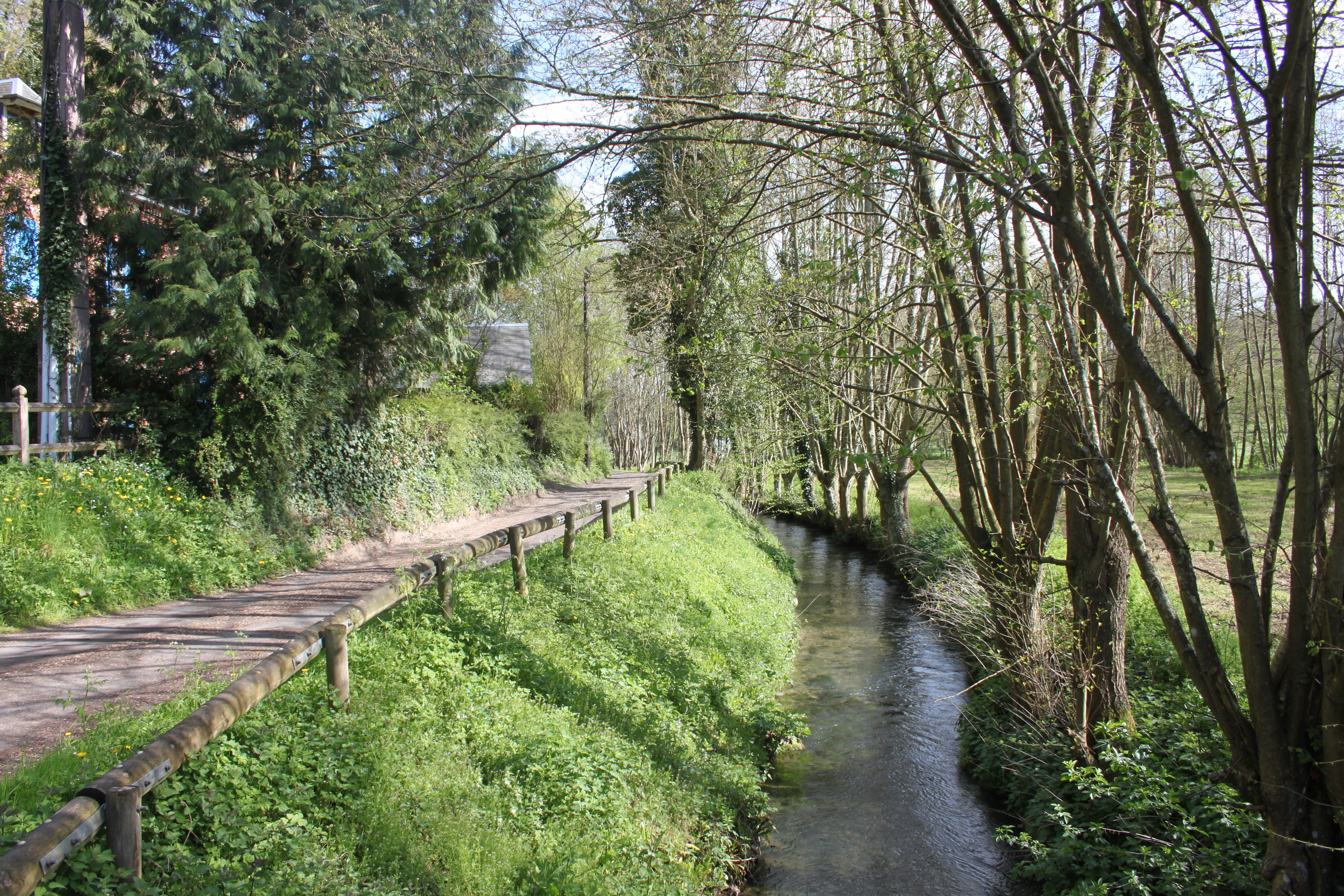
Un des bras du torrent d'Authou.
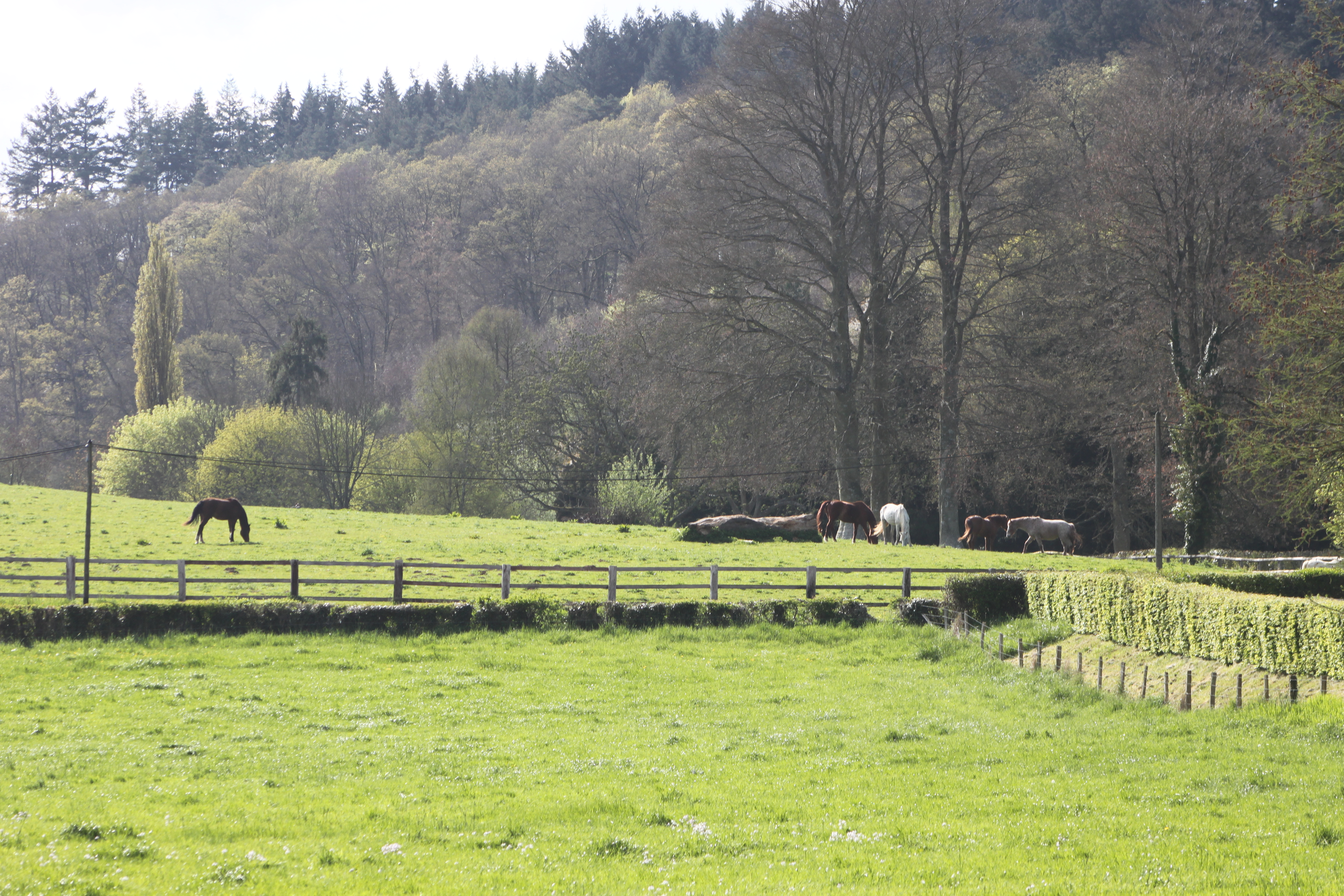
Pâturage de chevaux dans le vallon.
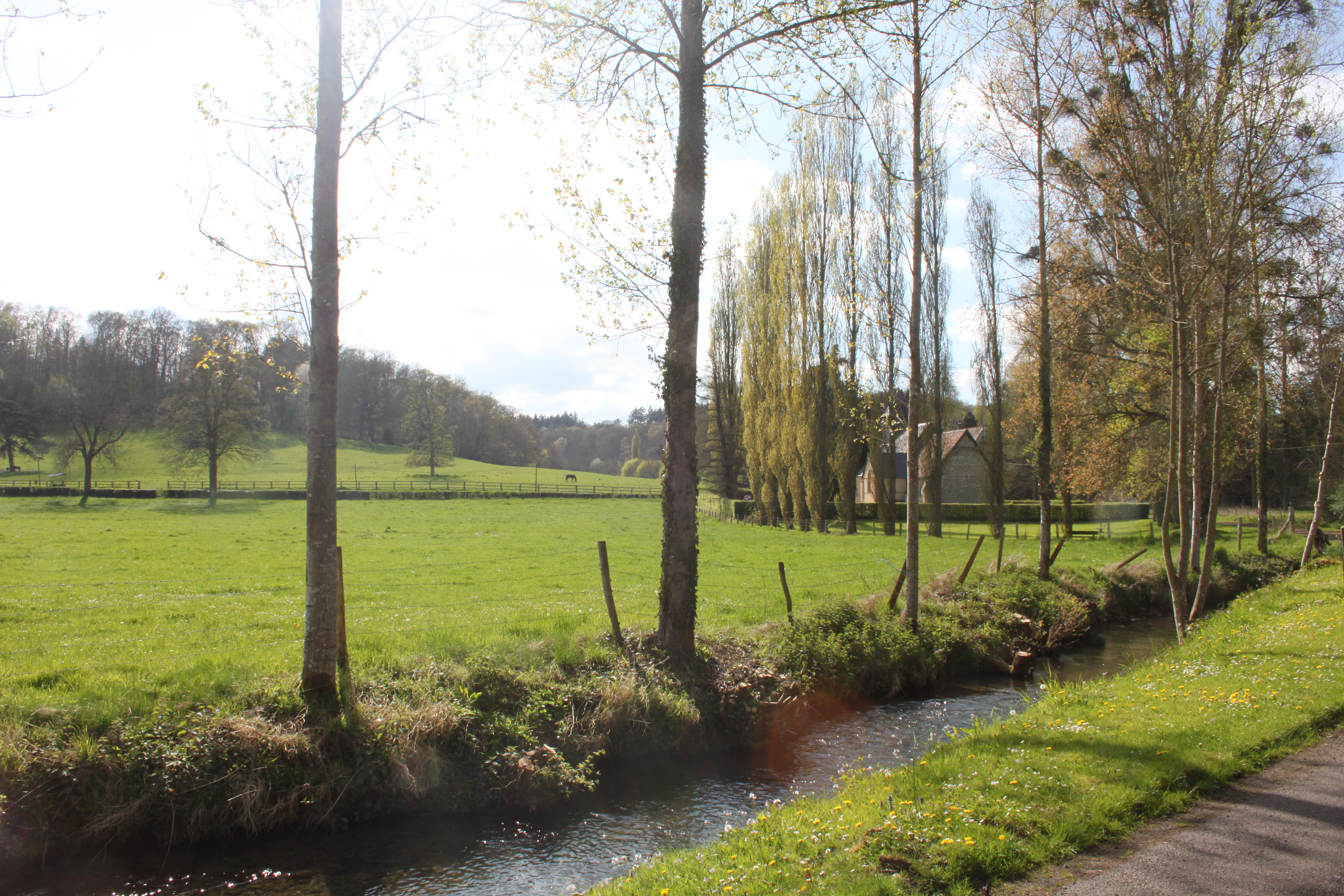
Vue du vallon avec, au premier plan, le torrent d'Authou, et, au second plan, l'église.

### Personnalités liées à la commune
- Arthur Join-Lambert, historien et homme de lettres.
- André Join-Lambert, sénateur.
- Octave Join-Lambert, archéologue et artiste peintre.
- Louis-Aimé Lejeune (1884-1969), sculpteur, prix de Rome en 1911, élu au fauteuil no 8 de l'Académie des beaux-arts en 1941[37],[38].

### Héraldique
| Blason de Livet-sur-Authou | Blason  | D'azur à trois molettes d'éperon d'or, à la roue de moulin d'argent brochant sur le tout. |
| Blason de Livet-sur-Authou | Détails | Création Denis Joulain. Adopté le 3 février 2017.                                         |